# 3041 Webb
3041 Webb eller 1980 GD är en asteroid i huvudbältet som upptäcktes den 15 april 1980 av den amerikanske astronomen Edward L.G. Bowell vid Anderson Mesa Station. Den är uppkallad efter den brittiske astronomen Thomas William Webb.
Asteroiden har en diameter på ungefär 8 kilometer och den tillhör asteroidgruppen Eunomia.